# دوران عشوائي
يشمل الدوران العشوائي الدورانَ غير المنتظم وغير القابل للتنبّؤ للجسم الفلكيّ. فقد لا يملك الجرم السماوي الذي يدور دوراناً عشوائيّاً محوراً ثابتاً يدور حوله، أو حتّى فترة ثابتة لإتمام دورة واحدة وذلك على عكس طريقة دوران الأرض. لا يُلاحظ الدوران العشوائيّ في الأجسام الفضائيّة المتناظرة كرويًا أو تلك المعزولة بشكلٍ جيّد عن التفاعلات التجاذبية ويعود سبب ذلك إلى مصونيّة الزخم الزاويّ (كمّيّة الحركة الدورانيّة). ينتج الدوران العشوائيّ عن التفاعلات داخل النظام المؤلّف من عددٍ من الأجسام المداريّة، وذلك بشكلٍ مشابه لتلك التفاعلات المرتبطة بظاهرة الرنين المداريّ.
يعتبر قمر زحل هايبريون أحد أوضح الأمثلة على الدّوران العشوائيّ، فيدور هذا القمر على نحوٍ لا يمكن التنبّؤ به، لدرجةٍ انعدام إمكانيّة تحديد موعد مرور مسبار مهمّة كاسيني- هويجنز بالمناطق غير المكتشفة منه بشكلٍ موثوق، ويعتبر كلّ من دوران أقمار كوكب بلوتو «نيكس» و «هيدرا» و «كيربيروس» ومن المحتمل دوران قمر «ستيكس» أيضاً وقمر كوكب نيبتون «نيريد» دوراناً عشوائيّاً. وفقًا لمارك روبرت شوالتر، صاحب دراسة حديثة تتحدّث عن هذا الموضوع، فإنّه «من الممكن أن يقلب قمر نيكس قطبه بالكامل. فقد يكون من الممكن فعلًا قضاء يوم على القمر» نيكس«بحيث تشرق الشمس فيه من الشرق وتغرب في الشمال. فيبدو القمر شبه عشوائيٍّ في طريقة دورانه.» مثال آخر هو المجرّات، فبعد المراقبة الدقيقة التي أجراها تلسكوبا كيك وهابل لمئات المجرات، تمّ اكتشاف أنّ طريقة دوران مجرّاتٍ كدرب التبانة فوضويّةٌ للغاية، حيث تدور الكواكب والنجوم فيها بشكل عشوائيّ. وتشير الدلائل الجديدة إلى أن مجرّتنا درب التبانة وغيرها من المجرّات قد استقرّت على دوران منتظم في مسارٍ شبيهٍ بالقرص على مدار الـ 8 مليارات سنة الماضية وأنّ المجرّات الأخرى تحذو حذوها ببطء.